# 革命人民運動
革命人民运动（法語：Mouvement Populaire de la Révolution）是扎伊尔（1971年10月前及1997年5月后为刚果民主共和国）曾經存在的一個一黨制政黨，成立於1967年5月20日，蒙博托·塞塞·塞科為主席。1990年以前，它是扎伊爾唯一合法政黨。

## 意識形態
根據1967年5月諾塞爾宣言的規定，革命人民運動的官方意識形態包含了“民族主義”，“革命”和“真實性”。 革命被描述為“真正、務實的民族革命”，它要求“對資本主義和共產主義的否定 。革命人民運動”的一個口號是「既不左也不右，也不中心」，儘管如此，有證據顯示蒙博托統治時期扎伊爾的經濟自由化，因為他任命自由市場改革的著名倡導者肯戈·瓦·東多為總理。

## 一黨制政黨
自1967年成立至1990年，革命人民運動事實上是該國唯一的合法政黨。1967年的憲法明確允許存在兩個政黨 。然而，革命人民運動是1970年11月選舉中唯一被允許提名候選人的政黨。一個月後，即当年12月23日，该国修改了憲法，正式宣布革命人民運動是唯一合法的政黨。
1974年版《扎伊尔共和国憲法》規定了革命人民運動作為國家領導者的地位。它表示“存在一個單一的機構，革命人民運動，由其總統體現”，“革命人民運動的主席是共和國當然的總統，並且持有全面的權力”，且“蒙博托主義”是憲法的教條。扎伊爾的所有公民在出生時都自動成為了革命人民運動的成員 。政府實際上只是向人们傳達政黨意志的輸送帶。
革命人民運動在其全國大會上每七年選舉一次主席。當選人將被自動提名為任期七年的扎伊爾總統唯一候選人，並在全國公民投票中獲得追認。該制度有效地使蒙博托對該國擁有完全的政治控制權。

## 多黨制時期
一黨制一直持續到1990年4月24日，即宣布第三共和國的日期。蒙博托在當天宣布將允許三個政黨同時存在。革命人民運動的“溫和派”和“強硬派”派係將形成單獨的政黨，第三個政黨則是民主和社會進步聯盟
（UDPS）。根據新的多黨制，蒙博托表示他將超越政黨，因此他在同一天辭去了革命人民運動的主席一職，不過他在一年後，於1991年4月21日再次担任黨主席一職。
除了支持蒙博託之外，革命人民運動沒有實際的意識形態。當蒙博托在1997年被洛朗-德西雷·卡比拉推翻時，該黨迅速消失。蒙博托之子納贊加·蒙博托，是新政黨蒙博托主义民主人士联盟的主席，該黨成立于2009年，是當前剛果民主共和國議會中的一個蒙博托主義政黨。